# Natuurbeschermingsraad
De Natuurbeschermingsraad was een belangrijk adviescollege voor de Nederlandse regering. De raad werd in 1946 opgericht onder de naam 'Voorlopige Natuurbeschermingsraad' en zou deze naam tot 1968 behouden. De raad is na 1994 gefuseerd met andere adviesorganen.

## Taken en personen
De taak van de Natuurbeschermingsraad was het adviseren van de overheden op het gebied van natuurbescherming en landschapsschoon, in principe op basis van de Natuurbeschermingswet, welke in 1928 werd aangekondigd maar pas 1968 van kracht werd. De raad nam ook een deel van de taken van de in 1922 opgerichte en in 1943 opgeheven Bosraad op zich. Aanvankelijk zaten alleen personen uit de natuurbeschermingswereld in de raad, later traden ook landbouwvertegenwoordigers toe. 
Belangrijke leden in het begin waren  Marinus van der Goes van Naters, Theodorus Weevers, Pieter van Tienhoven en Hendrik Cleyndert, later Victor Westhoff en Peter Nijhoff. Bekende voorzitters waren Hans Paul Gorter en Henk Vonhoff. 

## Inbedding en impact
De Natuurbeschermingsraad viel tot 1965 onder het ministerie van Onderwijs, Kunsten en Wetenschappen (OKW), tot 1982 onder het ministerie van Cultuur, Recreatie en Maatschappelijk Werk, en daarna onder dat van LNV.
De raad kende enkele commissies waarvan de Juridische commissie en de Natuurwetenschappelijke Commissie waarschijnlijk de belangrijkste waren. Deze commissies legden de basis voor talloze adviezen over ruilverkavelingen en andere ingrepen in het landschap en voor verscheidene adviezen over natuurbeschermingswetgeving. Later pakte de Natuurbeschermingsraad algemenere thema's aan. Ook daarover produceerde de raad vele rapporten waarvan dat over grote grazers in het Oostvaardersplassengebied waarschijnlijk de meeste aandacht trok.

## Fusies en einde
De Natuurbeschermingsraad is na 1994 enige tijd aangeduid als de Raad voor Natuurbeheer waarin ook de Bosbouwvoorlichtingsraad en de Jachtraad opgingen, waarna de nieuwe raad samen met de Raad voor de openluchtrecreatie in 1997 fuseerde tot de Raad voor het Landelijk Gebied. Deze laatste raad is op zijn beurt in 2012 met de Raad voor Verkeer en Waterstaat, de VROM-raad en de Adviesraad Gevaarlijke Stoffen opgegaan in de Raad voor de leefomgeving en infrastructuur.